# Leptochilus pseudojosephi
Leptochilus pseudojosephi är en stekelart som beskrevs av Giordani Soika 1952. Leptochilus pseudojosephi ingår i släktet Leptochilus och familjen Eumenidae. Utöver nominatformen finns också underarten L. p. granadensis.